# سيسينيا (عائلة)

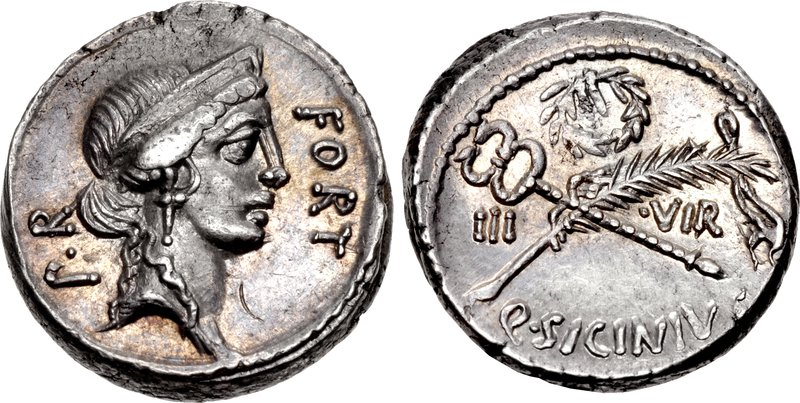
ديناريوس من كوينتوس سيسينيوس، 49 ق. يتميز الوجه برأس فورتونا. الخلف يصور إكليل الغار، وسعف النخيل، و صولجان هرمس والشعارات من انتصار، مشيرا إلى أمل سيسينيوس بفوز الدهماء.

كانت سيسينيا عائلة من الطبقة العامة في روما القديمة. ظهر أعضاء هذه العائلة طوال تاريخ الجمهورية، ولكن واحدًا منهم فقط حصل على منصب القنصل، تيتوس سيسينيوس سابينوس في 487 ق.م. طوال فترة الصراع الطويل للنظام، تم الاحتفال بالسيسينين لجهودهم نيابة عن عامة الشعب.

## فهرس
- ماركوس توليوس شيشرون ، بروتوس ، Epistulae ad Atticum .
- Gaius Sallustius Crispus ( سالوست ) ، هيستوريا (التاريخ).
- ديونيسيوس من هاليكارناسوس، Romaike Archaiologia (الآثار الرومانية).
- تيتوس ليفيوس ( ليفي ) ، تاريخ روما .
- Valerius Maximus ، Factorum ac Dictorum Memorabilium (حقائق وأقوال لا تنسى).
- Pseudo-Asconius ، Commentarius in Oratorio Ciceronis Divinatio in Quintum Caecilium (تعليق على Divinatio شيشرون في Quintum Caecilium ).
- Gaius Plinius Secundus ( بليني الأكبر ) ، هيستوريا ناتوراليس (التاريخ الطبيعي).
- Marcus Fabius Quintilianus ( Quintilian ) ، Institutio Oratoria (معاهد الخطابة).
- لوسيوس ميستريوس بلوتارخوس ( بلوتارخ ) ، حياة الإغريق والرومان النبلاء .
- أبوليوس ، اعتذار .
- أولوس جيليوس، Noctes Atticae (ليالي العلية).
- بارتولد جورج نيبور، تاريخ روما ، جوليوس تشارلز هير وكونوب ثيرلوال، عبر، جون سميث، كامبريدج (1828).
- Wilhelm Drumann ، Geschichte Roms in seinem Übergang von der republikanischen zur monarchischen Verfassung، oder: Pompeius، Caesar، Cicero und ihre Zeitgenossen ، Königsberg (1834–1844).
- قاموس السيرة اليونانية والرومانية والأساطير ، ويليام سميث ، محرر، ليتل، براون وشركاه، بوسطن (1849).
- Theodor Mommsen et alii ، Corpus Inscriptionum Latinarum (جسد النقوش اللاتينية، مختصرة CIL ) ، أكاديمية برلين براندنبورغ دير ويسنسشافتن (1853 حتى الآن).
- جورج ديفيس تشيس، «أصل الروماني براينومينا» ، في دراسات هارفارد في فقه اللغة الكلاسيكية ، المجلد. الثامن، ص 103 - 184 (1897).
- بول فون Rohden ، Elimar كليبس، وهيرمان ديساو، Prosopographia Imperii الروما (وProsopography للإمبراطورية الرومانية، يختصر شرطة التدخل السريع) وبرلين (1898).
- تي روبرت س. بروتون ، قضاة الجمهورية الرومانية ، الرابطة الأمريكية للفلسفة (1952-1986).
- مايكل كروفورد ، العملة الجمهورية الرومانية ، مطبعة جامعة كامبريدج (1974 ، 2001).
- تيموثي ج.كورنيل ، بدايات روما: إيطاليا وروما من العصر البرونزي إلى الحروب البونيقية (1000-264 قبل الميلاد) ، روتليدج، لندن (1995).